# بروس ویلسون
بروس ویلسون (انگلیسی: Bruce Wilson؛ زادهٔ ۲۰ ژوئن ۱۹۵۱) بازیکن فوتبال اهل کانادا است.
وی همچنین در تیم‌های ملی فوتبال کانادا و کانادا بی بازی کرده‌است.